# لويس دوس سانتوس لوز
لويس دوس سانتوس لوز (بالبرتغالية: Luís dos Santos Luz‏) الشهير باسم لويز لوز (29 نوفمبر 1909 - 27 أغسطس 1989) لاعب كرة قدم برازيلي راحل كان يجيد اللعب في خط الدفاع.
لعب طوال مسيرته الرياضية في أندية أميريكانو (1928-1931) بنيارول (1931-1932) غريميو (1935-1941).
مثل منتخب البرازيل في مباراتين. شارك مع منتخب البرازيل في بطولة كأس العالم 1934 في إيطاليا حيث خرج من الدور الثمن النهائي.

## وصلات خارجية
- لويس دوس سانتوس لوز على موقع الاتحاد الدولي (مؤرشف)  (الإنجليزية)
- لويس دوس سانتوس لوز على موقع قاعدة بيانات كرة القدم.إي يو (الإنجليزية)
- لويس دوس سانتوس لوز على موقع ناشيونال فوتبول تيمز (الإنجليزية)
- لويس دوس سانتوس لوز على موقع Soccerway.com (الإنجليزية)
- لويس دوس سانتوس لوز على موقع عالم كرة القدم.نت (الإنجليزية)

- سيرة ذاتية